# Куприноф (Аљаска)
Куприноф (енгл. Kupreanof) град је у америчкој савезној држави Аљаска.

## Демографија
По попису из 2010. године број становника је 27, што је 4 (17,4%) становника више него 2000. године.
| Група             | 2000.      | 2010.      |
| Белци             | 21 (91,3%) | 24 (88,9%) |
| Афроамериканци    | 0 (0,0%)   | 0 (0,0%)   |
| Азијати           | 1 (4,3%)   | 2 (7,4%)   |
| Хиспаноамериканци | 0 (0,0%)   | 0 (0,0%)   |
| Укупно            | 23         | 27         |